# Vesoul
Vesoul je město na východě Francie. Vesoul je hlavní město departementu Haute-Saône. Má 16 000 obyvatel.

## Historie
První písemná zmínka o městě pochází z roku 899, kdy byla na kopci La Motte de Vesoul vybudována pevnost Castrum vesulium. Město je známé zachovaným historickým centrem s množstvím architektonických památek, jako je klášter uršulinek ze 17. století.

## Kultura
Jacques Brel složil o městě píseň Vesoul, každoročně se zde koná Brelův hudební festival. Další pravidelnou kulturní akcí je Festival asijského filmu ve Vesoulu.

## Příroda
Nedaleko města se nachází umělé jezero Lac de Vesoul - Vaivre, využívané k rekreaci.

## Ekonomika
Vesoul je centrem automobilového průmyslu, sídlí zde velký závod společnosti PSA Peugeot Citroën, založený roku 1908, který je největším zaměstnavatelem v departementu.

## Správa
- Arrondissement Vesoul
- Kanton Vesoul-Ouest
- Kanton Vesoul-Est

## Lidé narození v Vesoul
- Jean-Léon Gérôme, malíř a sochař
- Édouard Belin, fotograf a vynálezce.

## Partnerská města
- Gerlingen
- Man (Pobřeží slonoviny)